# Адам Галас
Адам Галас (словац. Ádám Halás, 2 серпня 1998) — словацький плавець. Учасник Чемпіонату світу з водних видів спорту 2022, де на дистанціях 50 і 100 метрів батерфляєм посів, відповідно, 34-те і 40-ве місця, і не потрапив до півфіналів, а в змішаній естафеті 4x100 метрів комплексом разом зі своєю збірною посів 17-те місце і не потрапив до фіналу.